# Александров, Василий Александрович
Василий Александрович Александров (1877—1956) — советский терапевт-бальнеолог, доктор медицинских наук (1934), профессор (1945), заслуженный деятель науки РСФСР (1934). Один из первых организаторов курортного дела в СССР.

## Биография
Родился 8 августа 1877 года[по какому календарю?]. В 1901 году окончил медицинский факультет Московского университета и до 1914 года работал в факультетской терапевтической клинике университета, сначала — ординатор, затем ассистент.
В 1918—1920 годы заведовал бальнеологическим подотделом отдела лечебных местностей Наркомздрава. В 1921 году организовал в Москве первую курортную клинику и до 1925 года был её директором.
С 1925 года и до конца жизни — профессор и заведующий отделом изучения курортных ресурсов в Центральном институте курортологии Наркомздрава РСФСР. С 1934 года — заслуженный деятель науки РСФСР.
Автор около 150 научных работ. Пропагандировал метод внекурортного грязелечения.
Умер 4 ноября 1956 года. Похоронен на Введенском кладбище (уч. 15).